# Multitempo by Job&Talent
A Multitempo by Job&Talent é uma empresa que opera em Portugal, especializada em soluções de Gestão Integrada de Recursos Humanos. A Job&Talent, empresa que detém a Multitempo, está presente em 10 países: Portugal, Espanha, Reino Unido, Alemanha, França, Suécia, Noruega, Bélgica, Colômbia e Estados Unidos. Com sede localizada em Lisboa, a empresa disponibiliza os seguintes serviços: Trabalho Temporário, Recrutamento e Seleção especializados e serviços de Recursos Humanos em regime de Outsourcing, para 9 diferentes setores de atividade. 
Fundada em Lisboa em 1995, a Multitempo - Empresa de Trabalho Temporário começou a operar em Portugal como uma das empresas do Grupo Compta, tendo integrado o Grupo RHmais em 2003.
Em 2008, é registada com uma nova identidade visual e assinatura de marca “Multitempo Grupo RHmais”.
Posteriormente, em 2014, é criada a Multitempo Serviços, com o objetivo de complementar a atividade da empresa na área de prestação de serviços de Recursos Humanos e Outsourcing nos setores agrícola, industrial, logística, comércio e serviços.
Já em 2021, a Multitempo é adquirida pela Jobandtalent, um marketplace de trabalho líder mundial, que liga grandes profissionais a grandes empresas. No ano seguinte, foi criada a Multitempo by Jobandtalent.
Mais recentemente, em 2023, a marca sofreu um rebranding, dando origem à imagem atual: Multitempo by Job&Talent.
Ao longo das últimas três décadas, a empresa expandiu a sua atuação de norte a sul do país. Atualmente, a Multitempo by Job&Talent, sediada em Lisboa, conta ainda com escritórios em diversas zonas do país: Barreiro, Maia, Trofa, Faro, São Teotónio, Ferreira do Alentejo, Campo Maior, Palmela e Braga.

#### Trabalho Temporário
Serviço de Trabalho Temporário operacionalizado com recurso interno a um Marketplace global de emprego, dinâmico, orgânico e de captação rápida, com uma estratégia de recrutamento omnicanal e com candidatos segmentados por setores verticais, em função do seu perfil profissional.

#### Recrutamento e Seleção
Serviço ajustado e diferenciado de Recrutamento e Seleção de profissionais especializados, abrangendo diversos setores de atividade.

#### Workforce Management
Prestação de serviços de Recursos Humanos em regime de Outsourcing nos setores Agrícola, Industrial, Logística, Comércio e Serviços. Solução que engloba todo o processo de gestão dos Recursos Humanos, desde o recrutamento e seleção, passando pelo processamento salarial e gestão contratual e a gestão integral de processos e/ou operações.
Em 2022, a Job&Talent, grupo que detém a Multitempo, registou um crescimento superior a 90% no volume faturação, atingindo os 1,9 mil milhões de euros, resultado que reflete a expansão global da empresa. 
- Entre 1999 e 2001, a Multitempo foi distinguida por 3 vezes consecutivas com o Prémio APCRI - Associação Portuguesa de Capital de Risco pelo desempenho empresarial, efetivo dinamismo de gestão e contributo para o reforço da atividade de Capital de Risco em Portugal
- Em 2003, recebeu a Certificação do Sistema de Gestão de Qualidade pela APCER, com NP EN ISO 9001, no âmbito da prestação do Recrutamento e Seleção, Cedência e Gestão de Trabalhadores Temporários
- No ano de 2019, a Multitempo é distinguida como uma das "Melhores Empresas para Trabalhar em Portugal", um prémio atribuído pela Revista Exame, em parceira com a Everis e a AESE Business School [3]
- Em 2024, a Multitempo by Job&Talent é distinguida pela primeira vez com o Prémio “Melhores Fornecedores RH 2024” na categoria de Trabalho Temporário, numa iniciativa promovida pela APG - Associação Portuguesa de Gestão das Pessoas, em colaboração com as empresas Qmetrics e MQ - Mínimos Quadrados [4]
- Ainda em 2024, a empresa recebe o Selo de Igualdade Salarial, atribuído pela Comissão para a Igualdade no Trabalho e no Emprego (CITE), entidade competente na área da igualdade de oportunidades entre homens e mulheres em ambiente laboral [5]
- No ano de 2025, a Multitempo by Job&Talent recebe pela primeira vez o Prémio Cinco Estrelas na Categoria de Trabalho Temporário, com uma Satisfação Global de 77,5% [6]
- Também em 2025, a empresa foi distinguida pela segunda vez consecutiva com o Prémio “Melhores Fornecedores RH 2025” na categoria de Trabalho Temporário, numa iniciativa promovida pela APG - Associação Portuguesa de Gestão das Pessoas, em colaboração com as empresas Qmetrics e MQ - Mínimos Quadrados [7]

1. ↑  «Empresas | Multitempo by Job&Talent». multitempo.pt. Consultado em 17 de março de 2025
2. ↑  «Job&Talent increases revenue over 90% YoY in 2022». jobandtalent.com. Consultado em 17 de março de 2025
3. ↑  «EXAME revela as 100 Melhores Empresas para Trabalhar em Portugal». Revista EXAME. 31 de outubro de 2019
4. ↑  «Já são conhecidos os melhores fornecedores de Recursos Humanos 2024». Human Resources Portugal. 23 de fevereiro de 2024
5. ↑  «Multitempo by Job&Talent premiada pelas suas boas práticas salariais». RHmagazine. 12 de janeiro de 2025
6. ↑  «Vencedores 2025 - Prémio Cinco Estrelas». p.cinco-estrelas.pt. Consultado em 17 de março de 2025
7. ↑  «Distinguidos os "Melhores Fornecedores RH 2025"». Associação Portuguesa de Gestão de Pessoas. 18 de fevereiro de 2025

- Site oficial da Multitempo by Job&Talent
- Site oficial da Job&Talent
- Site oficial do Grupo RHmais
- APCRI - Associação Portuguesa de Capital de Risco
- APCER Group
- Revista Exame
- AESE Business School
- Site oficial Melhores Fornecedores RH
- APG - Associação Portuguesa de Gestão de Pessoas
- Qmetrics
- MQ - Mínimos Quadrados
- CITE - Comissão para a Igualdade no Trabalho e no Emprego
- Site oficial Prémio Cinco Estrelas